# Usbekische Sprache

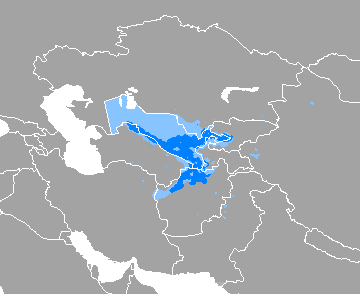
Usbekische Sprecher

Die usbekische Sprache (usbekisch Oʻzbekcha oder Oʻzbek tili) ist mit ca. 43,5 Millionen Sprechern die bedeutendste Turksprache Zentralasiens. In Usbekistan ist es die Muttersprache der Bevölkerungsmehrheit und Amtssprache.

## Sprachbezeichnungen
Neben der Kurzbezeichnung Usbekisch wird in der türkischen Turkologie als Alternativbezeichnung auch „usbekisches Türkisch“ (türk. Özbek Türkçesi, usbek. Oʻzbek Turkchasi) verwendet. Die Schreibweisen in den anderen für das Usbekische verwendeten Schriften sind kyrillisch Ўзбек тили und arabisch ئۇزبېك تیلى Oʻzbek tili. Die Eigenbezeichnung der usbekischen Sprachvarianten in Afghanistan lautet Uzbek tili, Uzbeki, Uzbaki oder Uzbekcha.
Die Sprachbezeichnung geht zurück auf den Namen der Usbeken, der ursprünglich eine Gruppe von Nomadenstämmen bezeichnete, die im 16. Jahrhundert die Herrschaft im westlichen Zentralasien übernahmen und ihren Namen ihrerseits auf Usbek Khan, einen Herrscher der Goldenen Horde im 14. Jahrhundert, zurückführen. Heute bezeichnet das Wort Usbekisch jedoch nicht nur die auf die Sprache der Usbeken des 16. Jahrhunderts zurückgehenden Dialekte (das Kyptschak-Usbekische), sondern auch die turksprachlichen Varietäten, deren Vorläufer schon vor der Einwanderung der usbekischen Stämme in Zentralasien gesprochen und damals als Tschagataisch oder Turki bezeichnet wurden.

## Klassifikation
Das Usbekische gehört zur südöstlichen Gruppe der Turksprachen (uighurische Sprachen). Die am engsten mit dem Usbekischen verwandte Sprache ist das im chinesischen Xinjiang gesprochene Uigurische.
Die heutige usbekische Standardsprache ist die unmittelbare Nachfolgesprache des Tschagataischen.

## Sprecherzahl und Verbreitungsgebiete
Weltweit gibt es mehr als 35 Millionen Sprecher des Usbekischen.
In Usbekistan sprechen fast alle der dortigen rund 33 Millionen Usbeken Usbekisch als Muttersprache.
Im benachbarten Tadschikistan sprechen heute rund 873.000 Menschen Usbekisch, in Kirgisistan sind es 550.096, in Kasachstan 332.017 und in Turkmenistan 317.000.
Im chinesischen Xinjiang sprechen noch etwa 5000 der dortigen ca. 12.000 ethnischen Usbeken Usbekisch.
In Afghanistan leben heute ca. 2,9 Millionen Usbeken. Im Gegensatz zu den zentralasiatischen früheren Sowjetrepubliken hat hier die moderne usbekische Standardsprache keine Geltung. Viele der Usbeken Afghanistans beherrschen neben ihrer usbekischen Varietät auch Persisch. Die afghanische Variante der usbekischen Sprache wird mit dem arabischen Alphabet geschrieben. Die afghanischen Usbeken gehörten bis ins 19. Jahrhundert zum Emirat Buchara. 1886/93 kamen die südlichen Randgebiete des Khanates zu Persien und als sich die Afghanen kurze Zeit später unabhängig machten, kamen die Usbeken zum Emirat Afghanistan.
Zur Unterscheidung der in Afghanistan gesprochenen Form des Usbekischen von der in Usbekistan und den anderen GUS-Staaten verwendeten Sprachform werden auch die Bezeichnungen Südusbekisch und Nordusbekisch verwendet. Diese Bezeichnungen sind allerdings missverständlich, da Südusbekisch und Nordusbekisch andererseits auch zwei der usbekischen Dialektgruppen bezeichnen, wobei südusbekische Dialekte auch von einem großen Teil der Einwohner Usbekistans gesprochen wird und der dortigen Standardsprache zugrunde liegen.
In der Türkei gaben 1982 genau 1980 aus Afghanistan stammende ethnische Usbeken Usbekisch als Muttersprache an.

## Dialekte
Die usbekische Sprache gliedert sich im Wesentlichen in vier Dialektgruppen:
- Das Nordusbekische wird von der sesshaften usbekischen Bevölkerung im Süden Kasachstans gesprochen.
- Das Südusbekische wird von der sesshaften usbekischen Bevölkerung im zentralen und östlichen Usbekistan und im Norden Afghanistans gesprochen. Innerhalb des Südusbekischen können iranisierte und teiliranisierte Dialekte unterschieden werden. Die iranisierten Dialekte weisen aufgrund langandauernder Koexistenz mit iranischen Sprachen (Persisch bzw. Tadschikisch) zahlreiche Einflüsse dieser Sprachen nicht nur auf lexikalischem, sondern auch auf phonetischem Gebiet auf. Insbesondere ist in den iranisierten Dialekten die ansonsten in den Turksprachen geltende Vokalharmonie fast vollständig verloren gegangen. In den teiliranisierten Dialekten ist hingegen die Vokalharmonie teilweise erhalten. Iranisierte Dialekte des Südusbekischen werden in den größeren Städten des zentralen Usbekistan, vor allem in Buchara, Samarkand und Taschkent, sowie von der städtischen usbekischen Bevölkerung im Norden Afghanistans gesprochen. Teiliranisierte Dialekte werden in den ländlichen Gebieten zwischen den vorgenannten Städten sowie im Ferghanatal gesprochen. Der zu den iranisierten Dialekten gehörende Stadtdialekt von Taschkent ist Grundlage der Aussprachenorm der usbekischen Standardsprache.
- Das Kyptschak-Usbekische, das aus systemlinguistischer Sicht dem Kasachischen näher steht als den übrigen usbekischen Dialekten, wird von den bis in die jüngere Zeit nomadisch oder teilnomadisch lebenden usbekischen Bevölkerungsgruppen gesprochen. Diese leben bzw. lebten in für nomadische Lebensformen geeigneten Gegenden über das gesamte usbekische Siedlungsgebiet verstreut. Sie waren bis in die jüngere Vergangenheit noch in Stammesverbände gegliedert, so dass sich das Kyptschak-Usbekische nicht wie die anderen usbekischen Dialekte in Stadt- und Ortsmundarten, sondern in Stammesmundarten gliedert.
- Das Oghus-Usbekische, das aus systemlinguistischer Sicht einen Übergangsdialekt zum benachbarten Turkmenischen und Chorasan-Türkischen bildet, wird von der sesshaften Bevölkerung im südwestlichen Usbekistan gesprochen.

## Entwicklung der Schriftsprache und Alphabete
Seit der Islamisierung wurde in Usbekistan bis 1923 – wie in ganz Zentralasien – Tschagataisch als Schriftsprache gebraucht, das in persisch-arabischen Buchstaben geschrieben wurde. Die usbekische Sprache löste sich seit etwa 1910 von der tschagataisch-iranischen Tradition ab und stieg vom regionalen Dialekt allmählich zur modernen Schriftsprache auf, wodurch auch die vorher nur mündlich tradierte Literatur erstmals verschriftlicht wurde.
Im Jahre 1923 wurde das Alphabet reformiert, der usbekischen Sprache angepasst und Usbekisch zur Schriftsprache in Usbekistan erhoben. 1929 wurde das Neue Turksprachige Alphabet eingeführt, und das Usbekische begann, sich den oghusischen Sprachen anzupassen. Lautlich war diese usbekische Schriftsprache nach dem Nordusbekischen und grammatisch nach dem (teilweise iranisierten) Südusbekischen Taschkents ausgerichtet.
Im Laufe der 1930er Jahre wurde im Zuge von Änderungen der normativen Grammatik auch das Lautsystem am Südusbekischen ausgerichtet, was auch erneute Änderungen der Orthographie nach sich zog.
1939/40 wurde ein angepasstes kyrillisches Alphabet eingeführt, das auf der für das Russische üblichen Schrift aufbaut, jedoch um zusätzliche Buchstaben für die spezifisch usbekischen Laute erweitert wurde.
Zur Zeit des Zusammenbruches der Sowjetunion (1988/89) gab es – im Zuge der Re-Nationalisierung und Islamisierung – Bestrebungen, das persisch-arabische Alphabet wieder einzuführen. Diese hatten jedoch mangels staatlicher Unterstützung keinen Erfolg. Lediglich in Publikationen islamischer/islamistischer Gruppierungen wird das Usbekische heute oft in arabischer Schrift geschrieben.
Nachdem auf dem ersten Treffen aller turksprachigen Präsidenten (Ankara 1992) beschlossen worden war, für die Turksprachen der ehemaligen Sowjetunion das neue türkische Alphabet zu übernehmen beziehungsweise bei dessen Nichtübernahme ein latein-basiertes Alphabet zu entwickeln, wurde 1993 zunächst ein Entwurf für ein lateinisches Alphabet für das Usbekische vorgelegt, das zahlreiche diakritische Zeichen enthielt.
1995 beschloss die usbekische Regierung jedoch, stattdessen das lateinische Alphabet ohne Zusatzzeichen einzuführen. Dies sollte unter anderem die Verwendung der normalen englischen Schreibmaschinen- und Computertastatur ermöglichen und den zusätzlichen Aufwand für einen eigenen Zeichensatz vermeiden. Für diejenigen Laute, für deren Wiedergabe kein geeigneter lateinischer Buchstabe vorhanden war, wurden Digraphen eingeführt, bei deren Lautwert man sich an den Lautwerten der Konsonantenkombinationen im Englischen orientierte. Die Buchstaben gʻ und oʻ verwenden einen Haken als diakritisches Zeichen, der in seiner normativ korrekten Form nicht mit dem Apostroph identisch ist, sondern vielmehr einer kleinen 6 ähnelt, während der Apostroph ʼ einen Glottisschlag oder eine Vokallängung anzeigt. Sowohl das kyrillische als auch das arabische Alphabet sollen weiter gelehrt werden, um den Zugang zur älteren Literatur zu ermöglichen.
Die Normierung des usbekischen Lateinalphabets ist noch nicht abgeschlossen. 2018 veröffentlichte die usbekische Regierung einen Entwurf für eine erneute Alphabetreform, bei der die meisten Digraphen wieder abgeschafft und durch diakritische Zeichen ersetzt werden sollen. Dieser Vorschlag wurde 2019 konkretisiert und 2021 noch einmal überarbeitet.
Der langsame Übergang zur lateinischen Schrift begann im öffentlichen Leben seit 1997. Die endgültige Übernahme des Lateinalphabetes sollte bis 2005 abgeschlossen sein, jedoch wurden auch im Jahre 2005 und danach noch Veröffentlichungen in kyrillischer Schrift gedruckt. Insbesondere diejenigen Generationen, die noch während der Zeit der Sowjetunion zur Schule gingen, bevorzugen nach wie vor die kyrillische Schrift.
De facto sind heute die kyrillische und die lateinische Schrift parallel im Gebrauch, wenn auch von amtlichen Stellen heute ausschließlich das lateinische Alphabet verwendet wird. Unterschiedliche persönliche Präferenzen vor allem der älteren Generation sowie der durch die schlechte wirtschaftliche Lage bedingte chronische Geldmangel, der den Druck neuer Publikationen in lateinischer Schrift behindert, lassen es wahrscheinlich erscheinen, dass beide Alphabete noch längere Zeit nebeneinander im Gebrauch bleiben werden. Die offizielle Website der Hauptstadt Taschkent ist, neben Englisch und Russisch, sowohl in kyrillisch als auch in lateinisch geschriebenem Usbekisch verfügbar.
| Usbekische Alphabete   | Usbekische Alphabete | Usbekische Alphabete |
| lateinisch (seit 1995) | kyrillisch           | Aussprache nach IPA  |
| ---------------------- | -------------------- | -------------------- |
| A a                    | А а                  | [a], [æ]             |
| B b                    | Б б                  | [b]                  |
| D d                    | Д д                  | [d]                  |
| E e                    | Е е, Э э             | [ɛ], [e]             |
| F f                    | Ф ф                  | [f]                  |
| G g                    | Г г                  | [g]                  |
| H h                    | Ҳ ҳ                  | [h]                  |
| I i                    | И и                  | [i], [ɨ], [ɪ]        |
| J j                    | Ж ж                  | [dʒ], [ʒ]            |
| K k                    | К к                  | [k]                  |
| L l                    | Л л                  | [l]                  |
| M m                    | М м                  | [m]                  |
| N n                    | Н н                  | [n]                  |
| O o                    | О о                  | [ɒ]                  |
| P p                    | П п                  | [p]                  |
| Q q                    | Қ қ                  | [q]                  |
| R r                    | Р р                  | [r]                  |
| S s                    | С с                  | [s]                  |
| T t                    | Т т                  | [t]                  |
| U u                    | У у                  | [u], [y]             |
| V v                    | В в                  | [w], [v]             |
| X x                    | Х х                  | [x], [χ]             |
| Y y                    | Й й                  | [j]                  |
| Z z                    | З з                  | [z]                  |
| Oʻ oʻ                  | Ў ў                  | [o], [ø]             |
| Gʻ gʻ                  | Ғ ғ                  | [ɣ]                  |
| Sh sh                  | Ш ш                  | [ʃ]                  |
| Ch ch                  | Ч ч                  | [tʃ]                 |
| ʼ                      | Ъ ъ                  | [ʔ], -               |
| Ng ng                  | Нг нг                | [ŋ]                  |
| Ya ya                  | Я я                  | [ja]                 |
| Yo yo                  | Ё ё                  | [jɒ]                 |
| Yu yu                  | Ю ю                  | [ju]                 |
| Ts ts                  | Ц ц                  | [ts]                 |
| ʼ                      | Ь ь                  | -                    |

Anmerkungen:
1. ↑  
Am Silbenbeginn, nach Vokal, ъ oder ь ist in der Lateinschrift Ye ye zu schreiben. Soll an diesen Positionen nur der Laut E e dargestellt werden, muss Э э verwendet werden.
2. 1 2  
Das diakritische Zeichen der Buchstaben Oʻ oʻ und Gʻ gʻ ist in normativer Form nicht mit dem Apostroph identisch, sondern ähnelt vielmehr einer kleinen 6. In Schreibschrift kann es auch durch einen über den Buchstaben gesetzten Strich ersetzt werden. Es entspricht typographisch dem in polynesischen Sprachen verwendeten ʻOkina. In Handschriften sind die Zeichen auch als ḡ oder ğ, beziehungsweise als ō oder ŏ zu finden.
3. 1 2  
Apostroph; hierfür wird das Zeichen U+02BC Modifizierender Buchstabe Apostroph benutzt. Nach Konsonanten bei folgendem Vokal meist [ʔ], bewirkt nach Vokal eine Längung des vorangehenden Vokals; in der Umgangssprache oft stumm. In der Buchstabengruppe s'h dient es nur zur Unterscheidung vom Digraphen sh.
4. 1 2 3 4 5  
Digraph, kein offizieller Bestandteil des heutigen lateinischen Alphabets.
5. ↑  
Digraph, kein offizieller Bestandteil des kyrillischen Alphabets.
6. 1 2  
Tritt vor allem in Fremd- und Lehnwörtern auf.

## Sprachbeispiele des Usbekischen
Begrüßungsformeln:
- Assalomu Alaykum! – Guten Tag! (ursprünglich aus dem Arabischen, wörtlich „Der Friede sei mit dir!“)
- Salom! – Hallo!
- Salom berdik! – Ich begrüße Sie (dich)!
- Hormang! – Hallo! (umgangssprachlich; z. B. bei der Begrüßung im Kollegenkreis)
- Xayrli tong (kun, kech, tun)! – Guten Morgen (Tag, Abend, Nacht)!
- Xush kelibsiz – Herzlich willkommen
- Ahvollaring yaxshimi? – Wie geht’s dir?
- Rahmat, yaxshi – Danke, gut.

Im Folgenden wird hier Artikel 1 der Allgemeinen Erklärung der Menschenrechte aufgeführt, und zwar in der heutigen Lateinschrift, in der alten usbekischen modifizierten Kyrilliza und als deutsche Übersetzung.
„Barcha odamlar erkin, qadr-qimmat va huquqlarda teng boʻlib tugʻiladilar. Ular aql va vijdon sohibidirlar va bir-birlari ila birodarlarcha muomala qilishlari zarur.“
„Барча одамлар эркин, қадр-қиммат ва ҳуқуқларда тенг бўлиб туғиладилар. Улар ақл ва виждон соҳибидирлар ва бир-бирлари ила биродарларча муомала қилишлари зарур.“
„Alle Menschen sind frei und gleich an Würde und Rechten geboren. Sie sind mit Vernunft und Gewissen begabt und sollen einander im Geiste der Brüderlichkeit begegnen.“